# Versailleux

Versailleux este o comună în departamentul Ain din estul Franței.